# أدب إسبانيا
 المراجعة - هذا القسم تحت أو تم مراجعته جزئيًا بواسطة

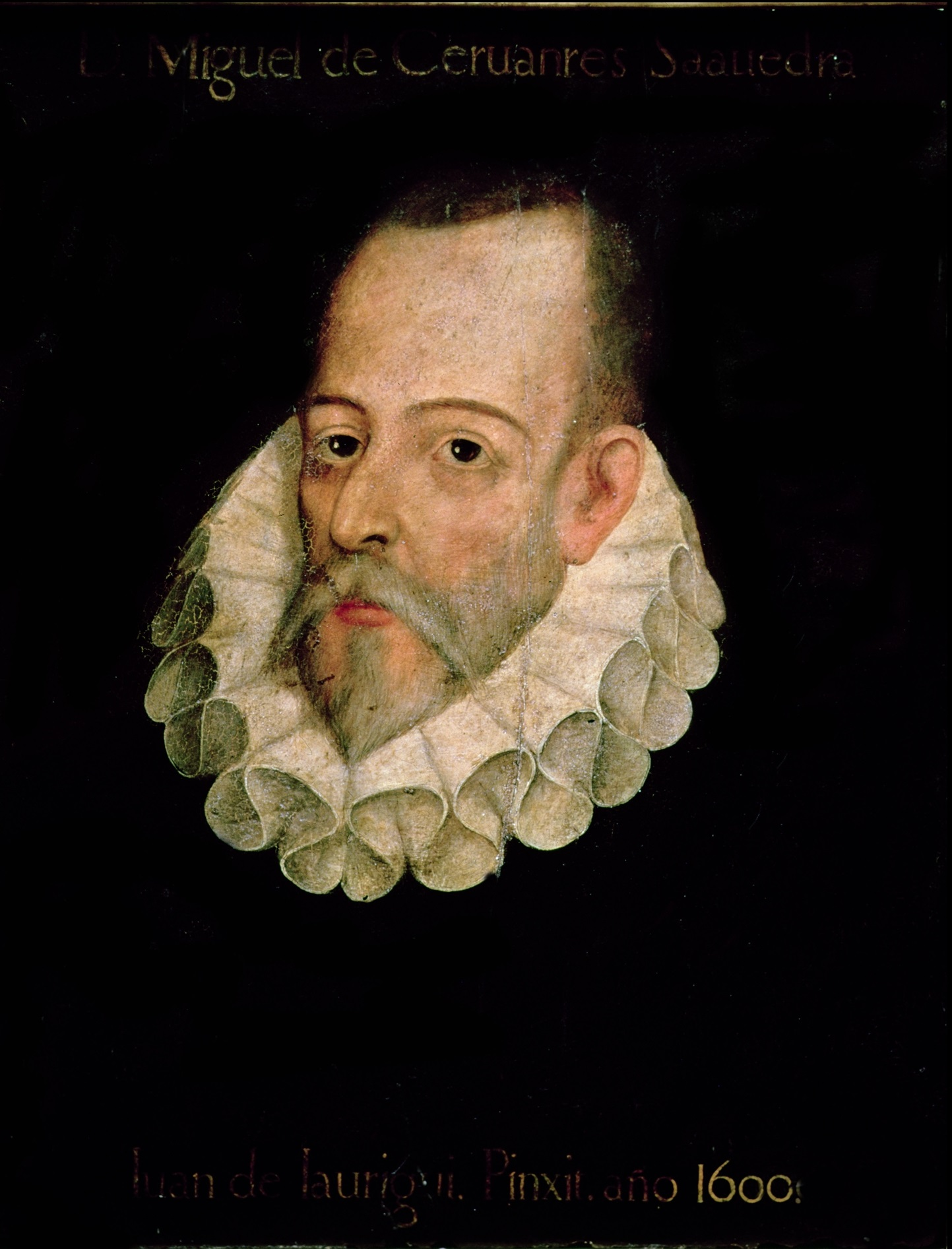
ميغيل دي ثيربانتس.

يُشير الأدب الإسباني (بالإسبانية: Literatura española) بشكل عام إلى الأدب المكتوب باللغة الإسبانية في إسبانيا وأمريكا اللاتينية الكلاسيكي والمتأخر وأدب يهود إسبانيا وأدب العرب في إسبانيا إبان الفتح العربي للأندلس، الذين كُتِبوا باللغة اللاتينية والعبرية والعربية على التوالي. والأدب الإسباني فرع من فروع الآداب الهندوأوروبية الرومانسية المكتوبة باللغات الرومانسية والمُمهد لأدب أمريكا اللاتينية.
يُعد واحدًا من أغنى الآداب الأوروبية وأكثرها تنوعًا، فقد مزج الكتاب الإسبان بين الفردية القوية والانفتاح نحو تراث أوروبا الغربية والآداب الشرقية من خلال شمالي إفريقيا، ونتيجة لذلك، أنتجوا أدبًا تُميزه الأصالة والواقعية. وتبدأ هذه الآداب منذ أول المنظومات الشعرية في العصور الوسطى الإسبانية المحفوظة بالعامية مثل الخرجات في المُوشحات حتى الأدب الحديث، وهو ما يحتل أكثر من ألف سنة من التاريخ.
تأثر الأدب الإسباني بحقبتي دخول الرومان شبه الجزيرة الإسبانية قرابة 600 سنة بدءً من القرن الثالث قبل الميلاد والوجود العربي في الأندلس قرابة 781 عام. وتُعد اللغة اللاتينية الدارجة، التي يتحدثها عامةً الناس، أهم ما ورثته إسبانيا من ذلك الاحتلال، والتي اشتُق منها اللغات الرومانسية الشهيرة في شبه الجزيرة الإيبيرية مثل القشتالية والجاليسية أو البرتغالية والكاتلانية والباسكية. فيما تأثر الأدب الأسباني تأثرًا كبيرًا بالأدب العربي في الشعر والنثر.

## تاريخ الأدب الإسباني
| أدب إسباني |
| --- |
| |
| أدب ألفونسو العاشر أدب العصور الوسطى الترجمات في العصر الذهبي الإسباني أدب عصر النهضة رواية فروسية رواية شطارية رواية بيزنطية ميغيل دي ثيربانتس أدب الباروك أدب عصر التنوير أدب الرومانسية أدب الواقعية أدب الحداثة الأولترايسمو جيل 98 جيل 1914 جيل 27 جيل الخمسينات رواية اجتماعية إسبانية ما بعد الحرب |
| انظر أيضًا |
| نقد أدبي • الانطباعية • رومانسية المدرسة الإبداعية • النقد أدب بورتوريكو • البوم الأمريكي اللاتيني البرناسي • واقعية أدبية • طبعانية الرومانسية الجديدة • العبثية في الأدب • باروكية • واقعية سحرية حداثة • كلاسيكية • سريالية • رمزية                                                                    |

### أدب العصر الوسطى المبكر
نشأ الشعر الغنائي في إسبانيا مُبكرًا في القرن العاشر الميلادي، وعُرفت أولى قصائد الشعر الغنائي باسم الخَرجَة؛ منظومات شعرية قصيرة موضوعها العشق، أضيفت إلى القصائد العربية والعبرية المعروفة بالموشحات .وتم كتابتها باللغة العربية العامية أو بإحدى اللغات الرومانسية التي تكلمها مسيحيو الأندلس في تلك الفترة. كان جلوساس إيميليانينسيس أو شروحات دير القديس إيميلو أول نص مكتوب باللغة الإسبانية الرومانسية في القرن العاشر. وهو نص لا يحمل الطابع الأدبي. وبعدها، اندثر الشعر الملحمي الإسباني القديم في معظمه. وتُعد ملحمة السيد، التي تعود للقرن الثاني عشر قرابة عامي 1140 أو 1200 هي القصيدة الوحيدة التي بقيت كاملة تقريبًا، وتتناول مغامرات البطل القشتالي السيّد، وهي الملحمة الأكثر واقعية مقارنة بملاحم العصور الوسطى في كافة الأقطار. والأنشودة عمل أدبي متواتر.

#### المظاهر الأولى
حتى أوائل عام 1950 كان من يعتقد أن الأدب الإسباني الرومانسي يبدأ مع أول نص ملحمي كان محفوظاً في إسبانيا وهو «أنشودة السيد» التي تعود للقرن الثاني عشر. والأنشودة عمل أدبي متواتر شفوياً من قبل منشدين أو حكواتيين متنقلين. ولم يتوصل التأريخ والمؤرخين إلى مرجع تاريخي يوضح تاريخ نظمها، وكل ما تظهره البيانات التاريخية المتوفرة أنها نظم شفوي سواءً ما نقل منها بنسختة الشعرية باللغة الرومانسية، أو في التراث الشعبي السابق لتلك الحقبة.
في عام 1948 اكتشف الباحث المجري سامويل ميكلوس فقرات شعرية مكتوبة بخط اليد باللغة الرومانسية العجمية (لغة إسبانية مكتوبة بحروف عربية) ومحفوظة في كنيس الفسطاط في القاهرة، ولم تكن إلا نهايات من المقاطع الأخيرة للموشحات المعروفة بالخرجة.
- كان أول نص مكتوب باللغة الإسبانية الرومانسية هو غلوساس إيميليانينسيس (شروحات دير القديس إيميلو) في القرن العاشر. وهو نص لا يحمل الطابع الأدبي. وقد ظهر بنسخة مكتوبة بخط يد القديس ميان دي لا كوغويا، وتقول الشروحات:

Como ayutorio de nuestro dueño Christo, dueño Salvatore, qual dueño Yet ena honore a qual dueño tient ela Mandatione cono Patre, cono Spiritu Sancto, enos sièculos de los sièculos. Fàcanos Deus onmipotes tal serbicion fere que denante ela sua face gaudiosos seyamus
بمساعدة سيّدنا المسيح، السيّد الفادي الّذي هو في مراتب الشّرف، له القيادة مع الأب، مع الروح القدس من قرن إلى قرن. اسمح لنا يا رب بإعطائنا القدرة على خدمتك ونحن فرحين.
- ثاني نص هو الخرجة. وهي منظومات شعرية قصيرة موضوعها العشق كُتبت باللغة العربية العامية أو بإحدى اللغات الرومانسية التي تكلمها مسيحيو الأندلس في تلك الفترة، ومثال على بعضها:

Vayase meu corachón de mib. Ya Rab
?si me tornarád
¡tan mal meu dolor li-l-habib
Enfermo yed
?cuánd sanarád
قلبى ذهب مني، يا رب ربما سأعود، حزني قوي جدا على الحبيب، مؤلم هذا، متى سيلتئم؟
مع تتبع الظهور التاريخي للنصوص، فأول ما ظهر كان الجنس الأدبي شعر الشعراء الجوالة أو صنعة الحكواتية، ويتحدث عن قصائد المديح والبطولات، وكان يؤديها منشدين أو حكواتية متجولين. كانت في بداياتها تقليد لأغاني فرنسية وثم أصبحت تتفاعل مع مواضيع وطنية، وانصبت دائرة اهتمامها على مآثر «السيد» وأمراء لارا السبعة، ومواضيع متعلقة بـ«بيرناردو ديل كاربيو». ومقارنة بقصيدة ملحميةالقصائد الملحمية الفرنسية، فإن القصائد الملحمية الإسبانية تتمتع بخصائص مميزة وملحوظة وهي:
- أكثر واقعية، بالمقارنة مع الخصائص الخارقة التي ظهرت في القصائد الملحمية الفرنسية.
- حيوية عالية، حيث أن قصص القصائد المحلمية في العصور الوسطى عادت لتظهر مرة أخرى في المسرح الكلاسيكي، لما يعرف بالعصر الذهبي، وفي منظومات تفعيلة الرومانس القديمة والحديثة، سواءً شفهية أو مكتوبة.
- تستخدم قافية بسيطة وحرة تنتهي بحرف مد، مقارنة بقافية تنتهي بحرف صامت المستخدمة في القصائد الملحمية الفرنسية.
- يستعمل الشعر الملحمي الإسباني تفعيلة غير نظامية، ومتفاوتة الطول، وفي الغالب تكون مقاطعها إسكندرية أو تتألف من 14 مقطع مع وقفة شعرية مؤقتة، أو انقطاع يكون في الغالب بعد المقطع السابع، في حين أن تفعيلة الملاحم الفرنسية تكون نظامية.

يُمكن إضافة المجموعات الأدبية التالية تحت هذا الجنس الأدبي:
- الأدب الشفوي التقليدي (الخرجات) الذي كُتِب بلغة المستعربين،
- قصائد الأصدقاء باللغة الجاليكية-البرتغالية.
- أدب الشعراء المتجولين التي كتبها باللغة البروفنسالية شعراء كاتلانيون.

أما بالنسبة للقصائد الغنائية القشتالية في هذا القرن فلم يحفظ منها إلا بعض بقايا التراتيل.
ووفقًا للباحث رامون مننديث بيدال، فإن ملحمة لسيد كُتِبَت حوالي عام 1145 أي ستة وأربعين عامًا بعد وفاة السيد؛ على الرغم من أن أنطونيو أوبييتو ارتيتا قد صحح هذه الفرضية الأولية وقام بتأريخ تألف هذا العمل إلى حوالي عام 1207. لا أحد يعرف من هو المؤلف ويفترض أن يكون كاتباً ذو خلفية قانونية، ومن الممكن أنه كان على اتصال مع طائفة الجنائز (culto sepulcral) والتي أُنشِئَت حول قبر السيد في دير سان بيدرو دي كارذنيا؛ ويعتقد مننديث بيدال أن المؤلف ليس شخصاً واحداً وإنما اثنين بسبب توزيع أسماء الأماكن التي وجدت في الأنشودة، ومن الممكن أنهما عاشا بالقرب من سان إستيبان دي غورميز ومدينة سالم. ونسخ المخطوطة شخص يدعى بير أبات.

#### القرن الثالث عشر
في إسبانيا في القرن الثالث عشر، أصبح من المُمكن الحديث عن الأدب الإسباني الرومانسي المكتوب والمُوثّق. وحتى ذلك الحين، لم يعرف سوى أشعار غنائية أو ملحمية متواترة شفويّا باللغة الرومانسية، وتزامن وجودها مع بعض الكتابات الشعائرية التي كانت تفرض طبيعتها الدينية تداولها باللغة اللاتينية.
كانت البداية مع الأشعار الغنائية والملحمية المُتواترة شفويًا باللغة الرومانسية من قبل المُنشدين أو الحكواتيين المُتنقلين المُعروفين باسم خوجلار مع تمثيل المشاهد الساخرة المعروفة بالألعاب الهزلية بضواحي المدن. ثم بدأ الأدب الإسباني الرومانسي المكتوب والمُوثق مع ملحمة السيد. تأثر الشعر الغنائي الإسباني بشعراء التروبادور بجنوبي فرنسا.
يأتي جونثالو دي بيرثيو من الشعراء الذين ينتمون لهذه الحقبة، وكتب معجزات العذراء وهي مجموعة من القصائد في معجزات السيدة العذراء.
لم تكن المسرحية الإسبانية معروفة جيدًا في بداية العصور الوسطى، وبقي منها فقط جزء من مسرحية دينية من أواخر القرن الثاني عشر هو مسرحية الملوك السحرة.
أسهم ألفونسو العاشر الملقب بالحكيم، ملك قشتالة وليون، في تشجيع النثر الإسباني المُبكر ومارس سياسة الانفتاح على الأدب والفكر الشرقيين. وبلغ الاهتمام بالثقافة الأندلسية والإسلامية ذروته في عهده. وتُرجمت في عهده العديد من المُؤلفات من العربية واللاتيينة إلى اللغة الإسبانية داخل مدرسة طليطلة للمترجمين، وكان من أهمها كتاب الإنجيل وكتاب كليلة ودمنة وكتاب التلمود وسندباد وقسم من مُؤلفات ابن رشد. أشرف على صياغة عملين تاريخيين مطولين: تاريخ إسبانيا العام والتاريخ العام، كما دعم الملك الاهتمامات العلمية والفلكية والفلسفية.
- نشأ أدب الرهبان لمُعارضة أدب الشعراء الجوالة. وأشهر كتابها جونثالو دي بيرثيو.
- القصائد الغنائية الغاليغية البرتغالية: وتقدم ثلاثة أنواع من الأناشيد: للصديق، وللحب وللاحتقار أو للشتم.
- رامون للول: فيلسوف وشاعر وصوفي ولاهوتي ومبشر مايوركي في القرن الثالث عشر، ويعتبر مؤسس الأدب الكاتالاني المهذب؛ وهي اللغة التي استخدمها في كتابة الفلسفة، الطب، الفيزياء، الهندسة، علم الفلك، علم التنجيم، النحو، اللاهوت، الأخلاق الدينية والاجتماعية، التعليم، القصة والرواية والنثر والصوفية نثراً وشعراً، كذلك الشعر الغنائي البروفنسالي الديني. وهو أيضاً أول روائي في النثر، وكاتب صوفي، وكتب أيضاً في بلغة علمية لاتينية متأخرة.
- ألفونسو العاشر الحكيم: مروج للغة الإسبانية الرومانسية (القشتالية)، شاعر ممتاز في الغاليغية البرتغالية ومروج لمدرسة طليطلة للمترجمين.

#### القرن الرابع عشر
بدأ النثر الإسباني مُميزًا بكتابات دون خوان مانويل، الذي يُعد واحدًا من أشهر كتّاب النثر الخيالي في العصور الوسطى، ولا سيما عمله الروائي الكونت لوكانور، وهو مجموعة حكايات ومواعظ تتداخل مع أدب الحكمة. انحدر الشعر لكن خوان رويث حافظ بشكل ما على نسق شعر الأكليروس المطول في عمله الوحيد كتاب الحب الطيب عام 1330، وعرض الكتاب صورًا حية لعديد من دقائق الحياة في إسبانيا في القرن الرابع عشر مثل الطعام والآلات الموسيقية والأغاني وشئون العشق والعادات في الأديرة والحانات وابتكر رويث شخصية العجوز الشهيرة التي كانت تقوم بدور الوسيط بين العشاق في الأديرة.
- دون خوان مانويل
- خوان رويث، أسقف هيتا
- قصائد تفعيلة الرومانس القديمة
- الشعر الغنائي الإسباني المهذب

#### القرن الخامس عشر
بدأ في القرن الخامس عشر مرحلة ما قبل عصر النهضة. فزاد الإنتاج الأدبي أضعافاً مضاعفة. ومن أكثر الشعراء البارزين: خوان دي مينا، اينيغو لوبيز دي مندوثا (ماركيز دي سانتيانا) وخورخي مانريكي، الذي عكس تماما قبول المسيحية للموت من خلال عمله (أبيات على موت والده).
- لا ثلستينا (دراما) (La Celestina): يختتم الأدب الإسباني من العصور الوسطى بهذا العمل المسرحي لفرناندو دي روخاس.

استمر الانتاج الأدبي في العديد من القصص الخيالية الرومانسية مجهولة المؤلف، ويرى بعض الباحثين أن تلك الأغاني كانت أجزاءً من أناشيد ملحمية، تم تأليفها لغنائها وحفظها من الزوال ضمن التراث الشفهي في كل من إسبانيا وأمريكا الإسبانية والمغرب.
ومن أبرز شعراء القرن الخامس عشر الميلادي إنييجو لوبيث دي مندوثا، الذي نظم قصائد السوناتة على النهج الإيطالي والأشعار الرعوية المهذبة، وخوان دي مينا الذي كتب متاهة القدر عام 1444 متأثرًا بدانتي وعدد من الكتاب القدماء وخورخي مانريكي، الذي كتب مقاطع عن موت أبيه عام 1476، والتي حظيت بالترجمة إلى العديد من اللغات العالمية.
وفي نهاية القرن، وقعت أحداث لها أهمية أدبية. فعلى سبيل المثال، دخلت الطباعة في مدينة سرقسطة بإسبانيا عام 1473. وفي عام 1492، نشر أنطونيو دي نبريخا علم النحو، حيث كان أول كتاب يوضع في قواعد لغة أوروبية حديثة، بالإضافة إلى قاموس لاتيني- إسباني في العام ذاته. ثم أتبعه بعده بعامين بقاموس إسباني- لاتيني. بدأ المسرح غير الديني قبل نهاية عام 1500، ومن أشهر كتابه خوان ديل إنثينا ولوكاس فرنانديث، الذين كتبوا مسرحيات عن أعياد النصارى مثل الميلاد والفصح جنبًا إلى جنب مع المأساة الشعبية والرعوية.

##### الرواية
تُعد لا ثلستينا أو القوادة: كوميديا كاليستو ومليبيا، التي نُشرت عام 1499 وتكونت من 16 فصلًا، ولاحقًا الملهاة المأساوية لكاليستو ومليبيا عام 1502، والمكونة من 21 فصل لفرناندو دي روخاس أهم ما كُتب في فترة عصر ما قبل النهضة أثناء حكم الملكين الكاثوليكين،. اشكالية يجب تصنيفها ضمن الدراما أو الرواية. وضعت كوميديا لا ثلستينا إحدى الاُسس التي عززت ولادة الرواية والدراما الواقعية الحديثة ومارست تأثيراً قوياً. وتجمع لاثِلْيستينا بين منظور القرون الوسطى اللاهوتي ومفهوم الحياة والحب في عصر النهضة.
ناقش النقد التقليدي ناقش بعمق النوع الأدبي للا ثلستينا، مُتشككاً في ما اِذا كان هذا العمل يجب تصنيفه ضمن الدراما أو الرواية. وبالمقابل، اتفق النقد المعاصر على الإشارة إلى كونه عملاً هجين الطابع، وتصنيفه كحوار نقي وخلّاق ذي نوع جديد، ألا وهو النوع الثلستيني، والذي بدوره يتكون من سلسلة من مقتطفات من لا ثلستينا جنبًا إلى جنب مع أعمال أخرى مستوحاة منها. وساعدت طبيعة العمل غير المُصنفة تحت نوع أدبي محدد أن يقوم بسردها قارئ واحد، مؤديًا أصوات الشخصيات المختلفة أمام جمهور كبير إلى حد ما.

### القرن السادس عشر
الفترة التاريخية التي تعقب العصور الوسطى في أوروبا تعرف بعصر النهضة، وتضم القرن السادس عشر بأكمله على الرغم من ظهور بداياتها في القرن الرابع عشر والقرن الخامس عشر، وامتد تأثيرها حتى القرن السابع عشر. بدأت في إيطاليا وانتشرت في جميع أنحاء أوروبا وساعد على ذلك اختراع الطباعة. وقلّد كتّاب عصر النهضة نماذج أدبية من العصور الكلاسيكية القديمة (اليونانية والرومانية)، وقلدوا عظماء إيطاليين من القرن الرابع عشر: دانتي، بترارك، وبوكاتشيو. وتأثر من بينهم كتاب حركة الإنسانية، ومن بينهم إيراسموس دي روتردام، أنطونيو دي نيبريخا، وخوان لويس فيفيس.
خلال العصور الوسطى كان الفن وسيلة لتكريم الله. أما في عصر النهضة عُدّ الإنسان هو مركز الكون. وغنّى شعراء عصر النهضة للحب الإنساني، وللطبيعة، وللوقائع الحربية، وعالجوا قضايا فلسفية وسياسية.

#### الشعر في عهد شارل الخامس
قام خوان بوسكان بعد أن تأثر بالفنانين الإيطاليين ولاقى دعماً من نافاغيرو، بإدخال تفعيلات شعرية جديدة وذلك بكتابة قصائد عديدة ذات جودة عالية بهذه التفعيلات. وتبنى صديقه، غارثيلاسو دي لا فيغا، أنماط التفاعيل الإيطالية في كل أعماله، وذلك عن طريق استخدام البيت الشعري الخماسي والتفاعيل الإيطالية الأخرى مثل: السوناتة، الثلاثية، الأغنية، الشعر خماسي الأبيات، القافية الجوّانية، والأبيات الحرة.
وتَبِع تلك الخطوات عدد من الشعراء، مشكلين بذلك المدرسة البيتراركية، ومن أهم كتابها:
- هيرناندو دي أكونيا: مؤلف سوناتات جميلة.
- غوتيري دي ثيتينا: مؤلف القصيدة الغزلية أوخوس كلاروس سيرينوس (عيون فاتحة هادئة)
- فرانسيسكو فيغيروا

#### الشعر الغنائي في عهد فيليب الثاني
وعرف اتجاهان لهذا الشعر:
- المدرسة الإشبيلية: تتميز بالمحسنات البلاغية وبمعالجة قضايا تتعلق بالحب الإنساني والوطني. ممثلها الرئيسي هو فرناندو هيريرا.
- المدرسة السلمنكية: مؤسسها هو فراي لويس دي ليون. تتميز بالبساطة والإيجاز في الأسلوب. مستوحاة من الموضوعات اليونانية واللاتينية ومن الكتاب المقدس.

#### أدب الزهد والتصوّف
يبدو ظهور هذا الجنس الأدبي في إسبانيا متأثراً بعدد من الصوفيين والزهاد القدامى أمثال: كمبسي، تاولر، رويسبورك وغيرهم. ومن بين أوائل الكتّاب الصوفيين: يوحنا الأبيلي.
ومن أعلام الكتاب الصوفيّين:
- فراي لويس دى جرانادا: كان عضواً في منظمة الدومينيكان، ومتحدثاً متمرساً في المواضيع الدينية، ومن أهم أعماله الأدبية، والتي تعالج بعض المواضيع العقائدية، كتاب: دليل الخطائيين (Guía de pecadores)، وكتاب الصلاة والتأمل (Libro de la oración y meditación)، وأهم هذه المؤلفات مدخل إلى رمز الإيمان (Introducción al símbolo de la fe).
- القديسة تيريزا: تيريزا دي ثيبيدا، وُلِدت في أبيلا، وفي سن التاسعة عشر عملت في منظمة أخوة الكرمليين، أجرت فيها إصلاحات لتصبح فيما بعد ما يعرف برهبنة الكرمليين الحفاة (La Orden de las Carmelitas Descalzas). أسست القدّيسة تيريسا سبعة عشر ديراً خلال اثني عشر عاماً. استخدمت في عملها الأدبي لغة تعود إلى ريف أبيلا – مسقط رأسها- وكانت لغة عميقة ومؤثرة. من أشهر أعمالها الأدبية: كتاب حياته(El Libro de su vida)، وسيرتها الذاتية الروحانية طريق المثالية (Camino de Perfección)) التي تذكر فيها السبل التي يمكن أن تفضي إلى المثالية. إضافة إلى كتاب المؤسسات (El Libro de las Fundaciones)، والقلعة الداخلية (El Castillo interior)، والمساكن (Las moradas).
- سان خوان دى لا كروز: خوان دى يبِّسْ أي ألبَرِثْ، ولد في قرية فنتيبروس. كان مريداً لدى القديسة تيريزا. وأُوكل إليه إجراء إصلاح في منظمة الكرمليين الحفاة. أنشأ عدداً من الأديرة، وعلى خلاف القديسة تيريزا، كان خوان دى لا كروز عالماً في الآداب القديمة وبارعاً في استخدام اللغة، إلا أنه مُقّل في أعماله الشعرية. وكانت أعماله الشعرية تقتصر على: صعود جبل كرمليو (Subida del Monte Carmelo)، ونشيد الروح (Cántico espiritual)، وليلة مظلمة للروح (Noche escuro del alma)، إضافة إلى عدد من الأعمال الشعرية ذات السمات الدينية ومنها: مع أنها ليلا Aunque(es de noche)، وبعد رمية حب (Tras un amoroso lance)، وأكثر أعماله الأدبية أهمية هي نشيد روحي (Cántico espiritual)، الذي كتبه بقريحة شعرية مستوحاة من نشيد الأنشاد.
- القديس إغناطيوس دي لويولا: انغيو لوبيث دى ريكالدى. مؤسس الرهبنة اليسوعية. جُرِح أثناء دفاعه عن بنبلونة، وخلال فترة نقاهته أثّرَت قراءته لكتب حياة المسيح (Vida de Cristo) (الذي كتبها لودولفو دى ساخونيا وفلوس سانكتوروم) على حالته الروحانية بشكل عميق. عمله الأدبي الوحيد هو: التمارين الروحية (Los Ejercicios Espirituales)، والذي يشرح فيه أيديولوجيته المسيحية.

### القرن السابع عشر
- ميغيل دي ثيربانتس (Miguel de Cervantes)
- ماتيو أليمان (Mateo Alemán)
- ألونسو دي إرثييا (Alonso de Ercilla)
- فرانثيسكو دي كيفيدو (Francisco de Quevedo)
- لويس دي جونجورا (Luis de Góngora)
- بالتاسار جراثيان (Baltasar Gracián)
- لوبي دي فيغا (Lope de Vega)
- تيرسو دي مولينا (Tirso de Molina)
- بيدرو كالديرون دي لا باركا (Pedro Calderón de la Barca)

### جيل 1898
يمكن تقسيم الأدب الإسباني في القرن التاسع عشر إلى مراحل عديدة:
- حتى 1830: في هذه الفترة الزمنية، لم تزل الخصائص الأسلوبية للقرن الثامن عشر سائدة، على الرغم من بدء ظهور عدد من كتاب مرحلة ما قبل الرومانسية، من أمثال: جان جاك روسو ويوهان فولفغانغ فون غوته.
- 1830-1850: بلغ الأدب الرومانسي أوجه في هذه المرحلة.
- 1850- 1870: بدء الحركة الواقعية الأدبية.
- 1870-1898: بلغت الحركة الواقعية أوجها، ووصلت بعد ذلك إلى نهايتها مع ظهور الحركة الطبعانية.
- في عام 1898، ومع كارثة 98 التي تعرضت لها إسبانيا (شرارة الحرب الأمريكية الإسبانية)، بَدَأ القرن العشرين في مجال الأدب.

##### جيل 98
جيل الثمانية والتسعون أو جيل 98 هو الاسم الذي عُرف به بعضًا من الكتاب وكتاب المقال والشعراء الإسبان الذين تأثروا بالأزمة الأخلاقية والسياسية والاجتماعية التي اجتاحت إسبانية جراء الهزيمة في الحرب الأمريكية الإسبانية، وأدت سلسلة الهزائم الإسبانية هذه إلى تحول الولايات المتحدة إلى دولة استعمارية كبرى وقوة عالمية بعد أن كانت قوة أمريكية إقليمية، وخسارة إسبانيا لمستعمراتها في أمريكا والمحيط الهادئ بموجب معاهدة باريس عام 1898 التي تم توقيعها في 10 ديسمبر 1898، والتي أقرت بإن تتنازل إسبانيا عن كل الحقوق في كوبا واستسلام بورتوريكو والتخلى عن ممتلكاتهم في جزر الهند الغربية واستسلام جزيرة غوام والفلبين إلى الولايات المتحدة الأمريكية، وكان علي الولايات المتحدة أن تدفع 20 مليون دولار لإسبانيا في نهاية المطاف لحيازة الفلبين في آسيا. وتحولها إلى قوة من الدرجة الثانية.

#### الرومانسية في الأدب الإسباني
بعد المعاناة والتعب من الصرامة الشديدة والملحوظة التي أبداها الكتّاب الذين تم ذكرهم، ظهرت الحركة الرومانسية في إسبانيا عام 1830 تحت تأثير عدد من الكتّاب الأوروبيين الذين يعودون إلى مرحلة ما قبل الرومانسية. مثل: غوتيه وروسو.
تمرّد الكتّاب الرومانسيون على كل ما هو مؤسَّس وموضوع من قبل الكلاسيكية الجديدة، وأنجذبوا إلى ما هو غامض، وابتعدوا عن العالم المحيط بهم، مستائين من المجتمع البرجوازي، وغير مكترثين بما يلامس تلك الحياة. في هذه المرحلة الزمنية حاول المحافظون حماية امتيازاتهم، بينما قاتل الليبراليون لنزع هذه الامتيازات. وتطورت الصناعة، وازدهرت الحركة الثقافية في أوروبا، بينما كانت إسبانيا تزداد عزلة عن العالم الأوروبي، وتعكس صورة بلد متخلف.
إن أولى مظاهر الحركة الرومانسية في إسبانيا كانت في منطقة أندلوسيا، ومن أشهر رموزها الكاتبة سيسيليا بول دى فابير ول لارريا (Cecilia Böhl de Faber)، المعروفة باسمها المستعار فيرنان كاباييرو (Fernán Caballero). ووالدها هو خوان نيكولاس بول دي فابير، الذي كان ينشر في صحيفة سوق قادش (Diario mercantile de Cadiz) وهي سلسة من مقالات يدافع من خلالها عن مسرح العصر الذهبي الإسباني. وفي كاتالونيا، ومن خلال صحيفة الأوروبي استمر نموذج بول مدافعاً عن الرومانسية المعتدلة والتقليدية. وقد كان مانويل خوسيه كينتانا من أوائل رواد مرحلة ما قبل الرومانسية.

##### الشعر
أما في الشعر فقد جسد الشعراء مستوى كبير من الشعور بالابتهاج والعاطفة. وقد كانت قصائد هؤلاء الشعراء تتخذ من الأماكن المظلمة والغامضة بيئةً مناسبةً لمواضيعها الرئيسية وهي الحب العاطفي والمطالب الاجتماعية والأنا الخاصة بالشاعر والطبيعة.
وكان أبرز ممثلي الشعر الرومانسي هو خوسيه دي إسبرونثيدا (1808-1842)، بالرغم من أن هذا النوع من الشعر يشمل شعراء آخرين مثل كارولينا كورونادو (1823-1911)، وخوان أرولاس (1805-1837)، الغاليغي نيكوميديس باستور دياس (1811-1863)، خيرتروديس غوميث دى أبييانيدا (1814-1873) وبابلو بيفيرير (1818-1848).

##### المسرح
لم ينجح المسرح الكلاسيكي الحديث (النيوكلاسيكي أو الحركة الكلاسيكية الحديثة) في اختراق أذواق الإسبان، ففي بدايات القرن التاسع عشر كانوا لا يزالون يصفقون للأعمال المسرحية التي كُتبت سابقاً في العصر الذهبي. وقد أُهملت هذه الأعمال من قِبَلِ النيوكلاسيكيون لأنها لا تخضع لقاعدة الوحدات الثلاثة (وحدة الحدث والمكان والزمان) ولأنها أيضا تخلط بين العناصر الهزلية مع الدرامية. ولكن هذه الأعمال كانت جذابة خارج إسبانيا للسبب نفسه؛ أي لأنها لا تخضع للمثالية التي ينادي بها النيوكلاسيكيون.
وقد حققت الرومانسية في المسرح الإسباني نجاحاً باهراً من خلال المسرحيات التالية:
- «مؤامرة البندقية» (La conjuración de Venecia) التي كتبها فرانثيسكو مارتينيز دي لا روزا.
- «الشاعر المتجول» (El Trovador) التي كتبها أنطونيو غارثيا غيتييريز.
- «محبي تيرويل» (Los amantes de Teruel) لكاتبها خوان أوغينيو هارتثنبوش.

وكانت السنة الأهم على الإطلاق هي سنة 1835 عندما افتُتِحَت مسرحية «دون ألبارو أو قوة المصير» (Don Álvaro o la fuerza del sino) والتي كتبها دوق ريباس (1791-1865). وهناك أيضا بعض الأعمال المسرحية الهامة مثل «دون خوان تينوريو» (Don Juan Tenorio) (1844) لكاتبها خوسيه ثورييا و«مت وسترى» (Muérete y verás) للكاتب المسرحي بريتون دي لوس هيريروس. معظم هذه الأعمال تندرج تحت الدراما. ومن الجدير بالذكر أن جميع الأعمال سالفة الذكر تحتوي على عناصر شعرية غنائية ودرامية وروائية، وتهيمن فكرة الحرية على جميع مظاهر المسرح الإسباني في هذه الفترة.

##### الحركة الرومانسية المتأخرة
في النصف الثاني من القرن التاسع عشر فقدت الأعمال التاريخية والأسطورية بريقها وانصب اهتمام الناس على الشعر الذي بات أكثر عاطفيةً وحميميةً. وقد تأثر الشعراء بالشعر الألماني، خصوصاً شعر هاينرخ هاينه.
بقي الشعر يتبع الحركة الرومانسية -على عكس الرواية والمسرحية اللتين اتبعتا الحركة الواقعية الأدبية؛ فقد ركز الشعراء في هذه القصائد على كل ما هو عاطفي بشكل كبير، وعملوا على الحد من العناصر البلاغية وزادوا العناصر الغنائية فيها، واتخذوا من معاني الحب والعاطفة لعالم من الجمال كموضوعات رئيسية. وعملوا على إيجاد أوزان شعرية وتفعيلات وإيقاعات جديدة. وتعددت أشكال تجانس الرومانسية في الأفكار الشعرية.
من أهم الشعراء وأكثرهم تمثيلاً لهذه الفترة هم غوستابو أدولفو بيكر وأوغوستو فيران وروساليا دي كاسترو، على الرغم من أنهم لم يحققوا نجاحاً في ذلك المجتمع الذي وُصِفَ بالتجديد (Restauración) -أي استعادة نظام الحكم الملكي بعد أن كان جمهورياً- وكثرة الاستغلال وقلة المثالية. كانوا في تلك الفترة مُعجَبين بالكُتّاب الذين تناولوا في كتاباتهم قضايا المجتمع المعاصر من مثل رامون دي كامبوأمور وغاسبر نونيث دي أرثي، على الرغم من أن هذين الأخيرين لا يملكان في الوقت الحاضر أهمية أدبية عظيمة.

#### الواقعية في الأدب الإسباني
انتشرت الحركة الواقعيّة بسهولة كبيرة في إسبانيا، حيث برزت سابقاً في روايات الشطّار وفي رواية الدون كيخوتى أيضاً. وقد بلغت ذروة نجاحها في النصف الثاني من القرن التاسع عشر (خوان فاليرا، بيريدا وغالدوس)، بالرغم من أنها لم تبلغ حدة صرامة القوانين التي وضعتها مدرسة «بلزك».
- وقد برز تأثر واضح بالحركة الطبعانية لدى غالدوس، وبعد ذلك في صحيفة كلارين لدى كل من باردو بازان وبلاسكو ايبانيز، دون التأثر بالأسس العلميّة والتجريبية لدى إميل زولا. إلّا انهم تشاركوا فقط بروح الكفاح ضد أيديولوجية الفكر المحافظ وفي كثير من الأحيان ضد سلوكاتِه الهدّامة أيضاً.
- تعكس الرواية الواقعيّة بيئاتٍ إقليميّة كالبيريدا في منطقة كانتابريا، خوان فاليرا في منطقة أندلوسيا، كلارين في منطقة استورياس... إلخ، ويعدّ بينيتو بيريز غالدوس حالة استثنائيّة إذ أنّه يفضّل الحيز الحضريّ المدريدي كبيئة لأعماله.

كما وينبغي تسليط الضوء على ازدهار صفحات التسلية لمؤلفين مثل مانويل فرنانديز وغونزاليس. وواجهت الطبعانيّة (المذهب الطبيعيّ) في إسبانيا، وفي فرنسا كذلك، انتقاداتٍ عدة أدّت بدورها لجدلٍ كبيرة. ويبرز من بين المعارضين بيدرو انتونو دي الاركون وخوسيه ماريا دي بيريدا، واللذين وصلا إلى وصف الطبعانية بـ«اللأخلاقيّة». وقد كان كل من بينيتو بيريز غالدوس وايميليا باردو بازان من أشرس المدافعين عن هذا المذهب. وبدأ الجدال الأكثر احتداماً عام 1883 عقب نشر سلسلة مقالات «القضية المعاصرة» لباردو بازان.

##### جيل 68
يتشكل جيل 68 هذا من سلسلة من الكتّاب من الطبقة الوطنيّة. كجيل أدبيّ، فإن مرحلة التوافق الأكبر بين أفراده كانت خلال حقبة الثمانينات. وتكوّن ذلك الجيل من: بيدرو انطونيو دي الاركون، خوسيه ماريا دي بيريدا، بينيتو بيريز غالدوس، خوان فاليرا، ليوبولدو الاس كلارين، ايميليا باردو بازان وارماندو بالاثيو فالديس.
وأكثر ما كان يميز هذه المجموعة هو الوعي الطبقيّ والتفاؤل (الذي تحوّل فيما بعد إلى التشاؤم على إثر ثورة 1868). وعلى المستوى الفرديّ فإنّ كل مجموعةٍ تقدم أسلوبها الخاص المبتكر. ومن بين جميع المؤلفين في هذه المجموعة فان الاركون هو الوحيد الذي يقدم بعضاٌ من الصفات المتأثرة بمذهب الرومانسية وبالأخصّ التيار الأدبيّ المعنيّ بالعادات الأكثر رومانسيّة. وتظهر هذه التأثُرات بشكل واضح في حكايات غرامية (1881)، تواريخ وطنية (1881) وحكايا لا تصدق (1881).

##### الشعر
تطورت الرواية بشكل سريع خلال منتصف القرن التاسع عشر نحو الواقعيّة، ولم يحدث هذا مع الشعر الغنائي والمسرح، اللذين لم يتحولا كثيراً وبقيا مشبعين بالمذهب الرومانسي حتى نهاية القرن.
يعدّ المذهب الرومانسيّ المتأخ أكثر منه مضموناً، إذ أنه في بعض الأحيان يفتقر خلفية المذهب وإلى تعبيره الإحساسي الذي التزم به أتباع المدرسة الرومانسية في الشعر. وكان هذا بسبب تأثير المجتمع، فقد كان زمن البرجوازية التي عززت التجديد السياسي عام 1875. هذا المجتمع كان يؤسس للرأسمالية ولمجتمع صناعي، فلم يترك مساحةً للأشخاص الذين أحبوا الفن بنزاهة. ومن أبرز أتباع هذه الحركة: غاسبر نونيس دي ارسي ورامون دي كامبوامور، ويصفهم البعض كمعارضين للحركة الرومانسيّة. وفي الرومانسية المتأخرة ما زالت هناك آثار لغوستافو ادولفو بيكر وروساليا دي كاسترو.

##### المسرح
يظهر المسرح الواقعيّ الإسباني من الأعمال المحافظة والأكثر التزاماً حتى تلك الأكثر تقدماُ وتحرريّة. منذ الكوميديا الراقية لاديلاردو لوبيز دي ايالا وفينتورا دي لا بيغا، إلى المسرح الأخلاقيّ القلق لبينيتو بيريز غالدوس ومسرح النقد الهدام لانريكي غاسبر وريمباو كاتب وممثل الأقليّات. بالإضافة إلى هؤلاء المؤلفين، يرجع الاهتمام بتيار العادات الذي يعكس البرجوازية الأكثر محافظة من خلال أجناس أدبية كالأوبريت أو الدراما ذات النوع القصير، والمسرحية الهزلية.

## القرن العشرين

### الأدب الإسباني الحديث
- الحداثة في الأدب الإسباني
- جيل 98
- جيل 1914
- جيل 27
- الأدب الإسباني قبل الحرب الأهلية
- الأدب الإسباني بعد الحرب الأهلية

#### جيل 27
جيل 27 هو الاسم الذي يعرف به شعراء الأدب الإسباني في القرن العشرين، والذي ظهر على ساحة المشهد الثقافي قرابة عام 1927 كنوع من الإشادة والتكريم للويس دي جونجورا في المجمع الأدبي في إشبيلية أتينيو إشبيلية في الذكرى المئوية الثالثة لوفاته. وقد شارك في هذا التكريم معظم الشعراء الذين يعتبروا أعضاء هذا الجيل.

### جيل الخمسينات
جيل الخمسينات أو جيل نصف القرن أو أطفال الحرب هي المسميات التي قدمها تاريخ الأدب الإسباني في الفترة من العشرينات إلى الخمسينات، والتي تعبر عن الجيل الأدبي للكتاب الذين ولدوا في فترة العشرينات من القرن العشرين، والذين قاموا بنشر أعمالهم في فترة الخمسينات من القرن ذاته. وهو الجيل الذي بدوره حاول التغلب على الحرب الأهلية الإسبانية ومساوئها. وخصوصا لأن معظم إنتاجهم كان من الشعر حيث المطالبة الاجتماعية جنبا إلى جنب مع بعض من القطع الغنائية الجديدة مع إيلاء اهتمام خاص باللغة الشعرية. ولذلك فقد قاموا بمزج الأفكار الميتافيزيقية مع الفلسفية. وبناء على ذلك، فإنهم لم يتبعوا خطا أكاديميا ولكنهم ربطوا بين حالتهم الحميمة وحركة الجيل. واتخذوا خصائص عدة من جيل ال 98 وقد تفردوا خصيصا بخصائص أنطونيو ماتشادو، وذلك في المرحلة الأولى من هذا الجيل. فيما ارتأى الروائيون أنه دورهم في تلك المرحلة الثانية من هذا الجيل - بوصفهم كتابا ممثلين للشعب- يفرض عليهم أن ينددوا بحالة البؤس والظلم الاجتماعي.

## جوائز نوبل
على على جائزة نوبل
- خوسيه إتشيغاراي 1904
- خاثينتو بينافينتي 1922
- خوان رامون خيمينيث 1956
- بيثنتي أليكساندري 1977
- كاميلو خوسيه ثيلا 1989
- ماريو فارغاس يوسا 2010

## معرض الصور

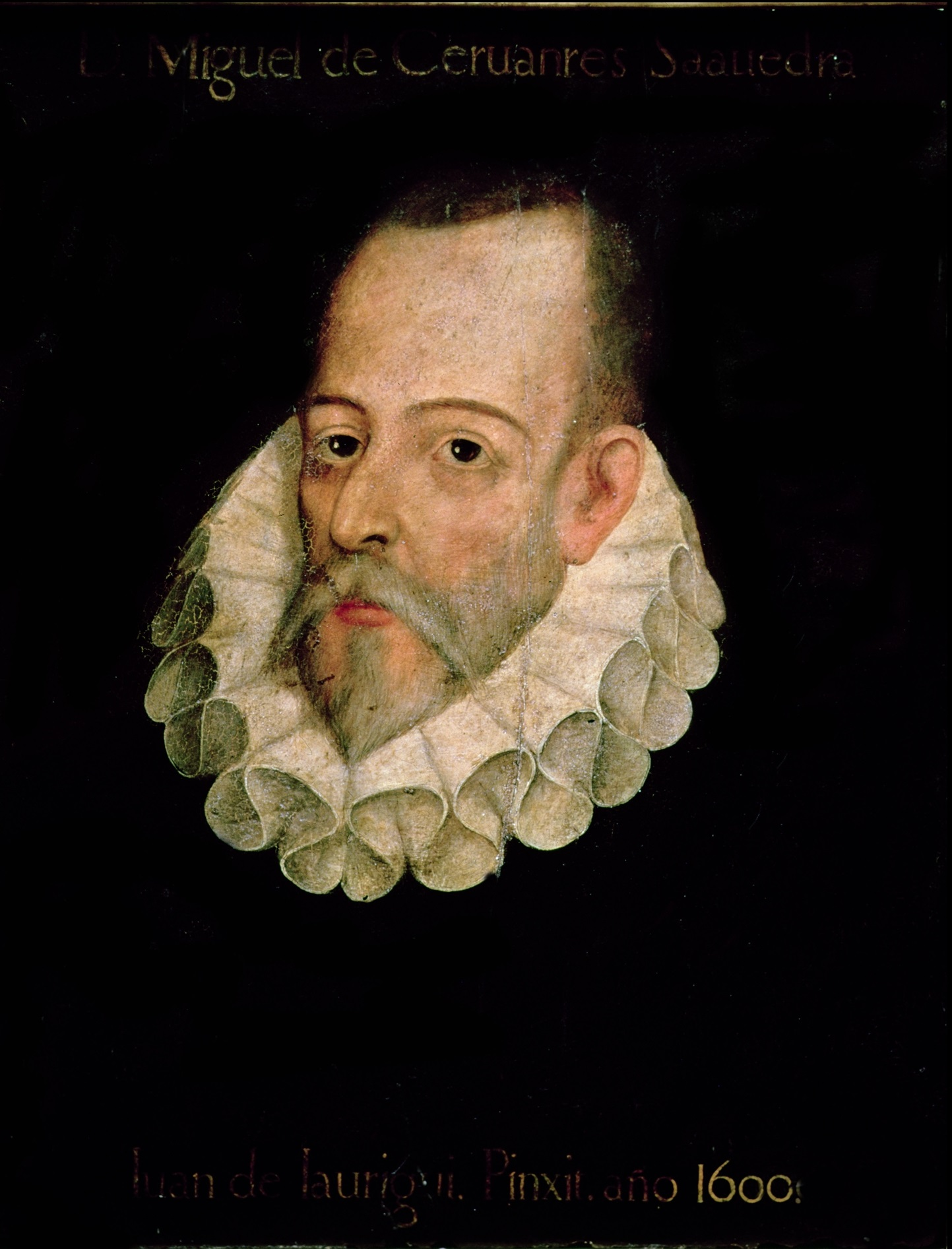
ميغيل دي ثيرفانتس

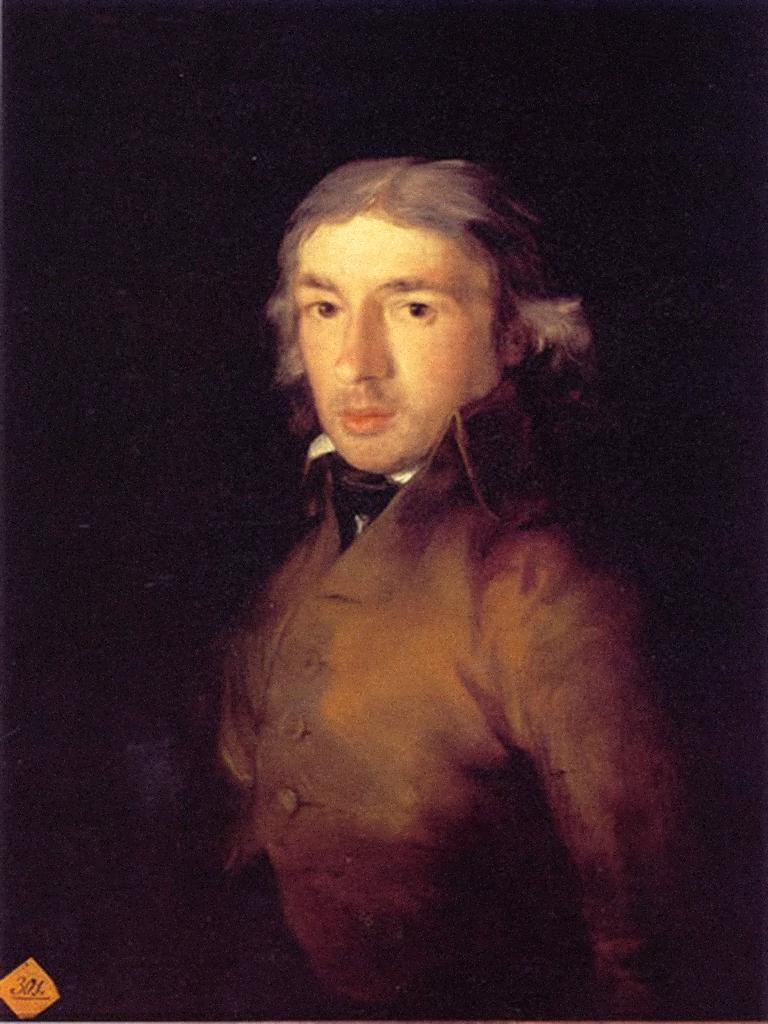
لياندرو فرنانديث دى موراتين.
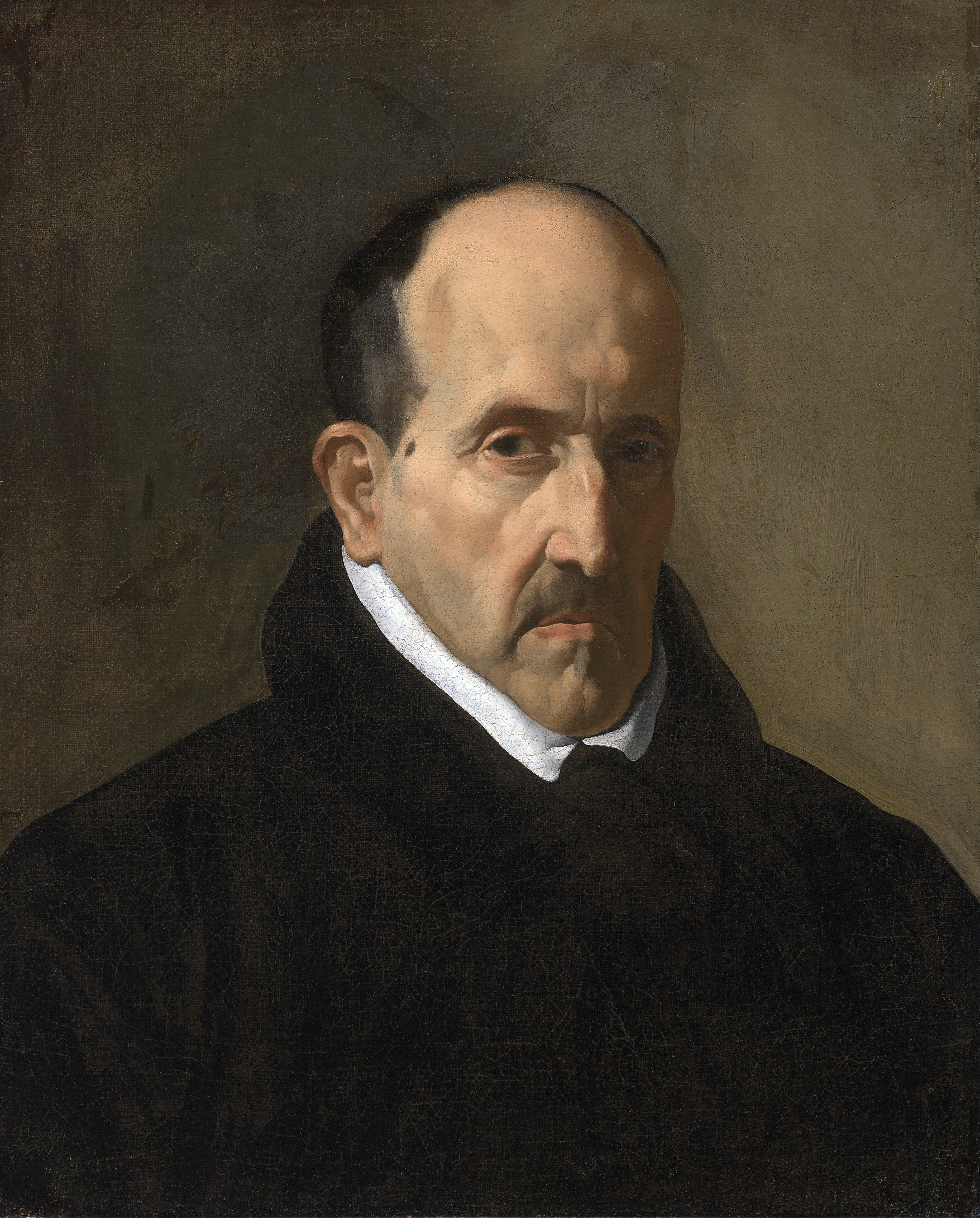
لويس دى جونجورا.
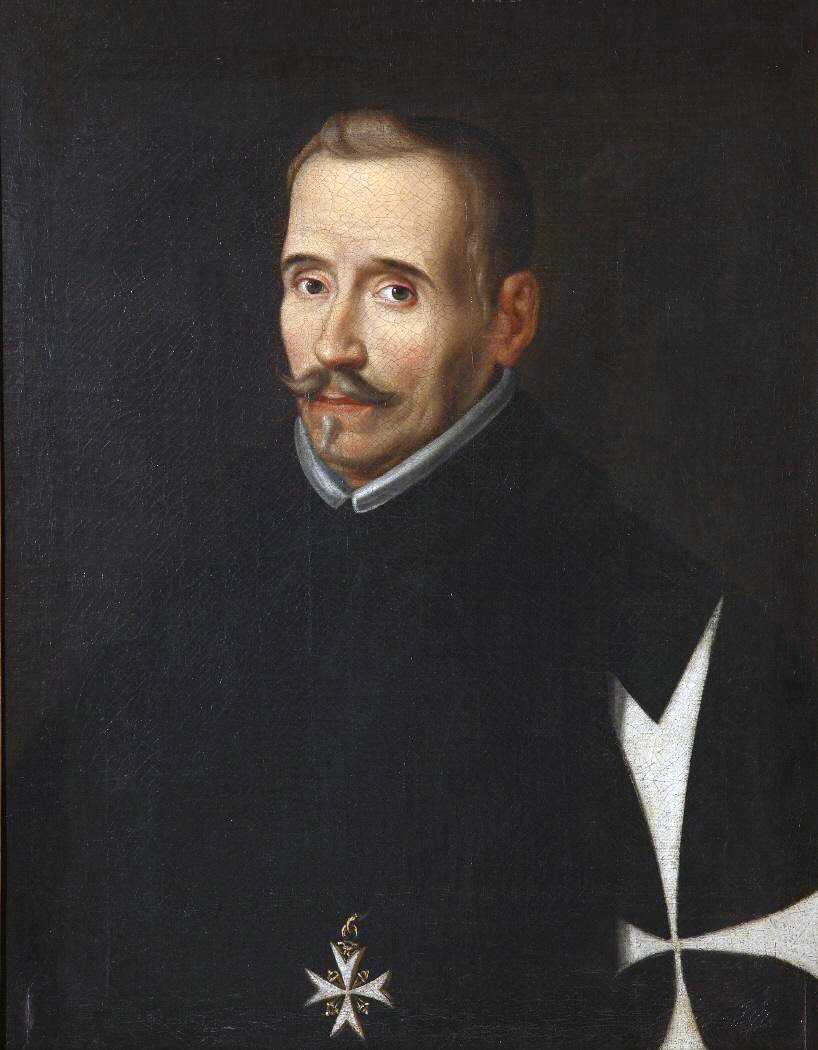
لوبي دي فيغا.
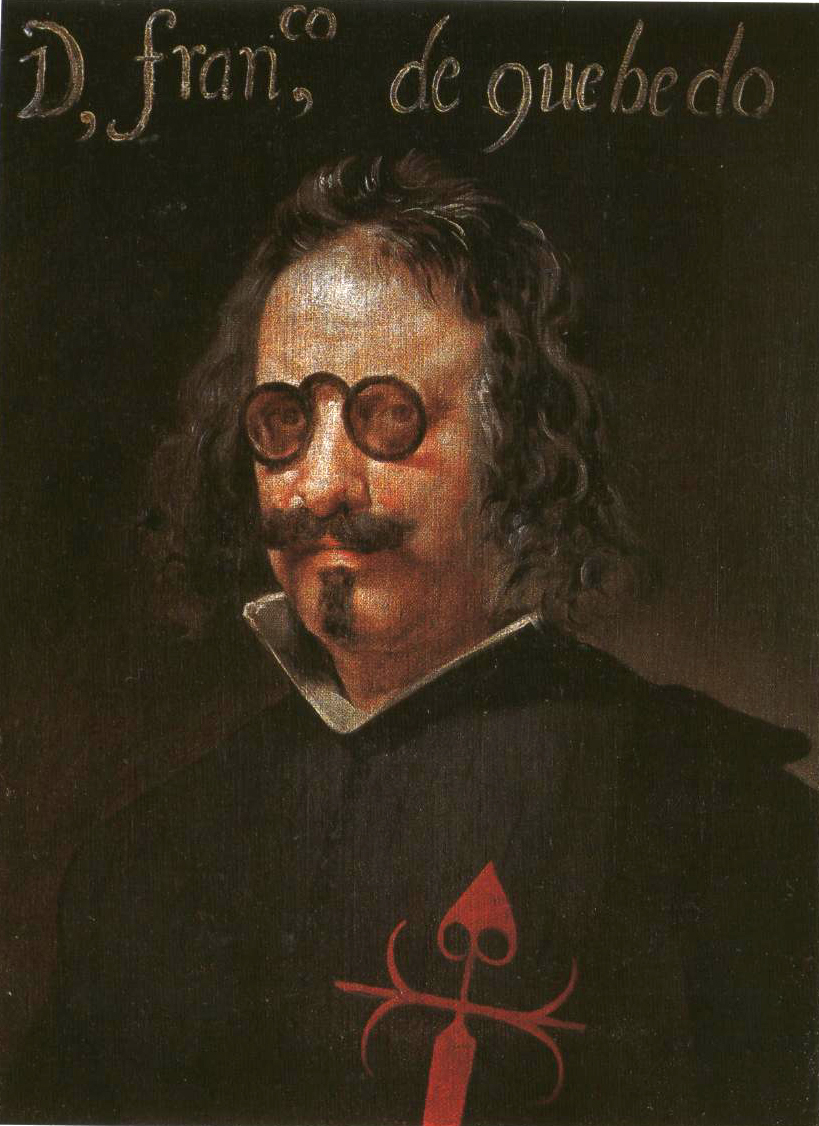
فرانسيسكو دي كيفيدو.
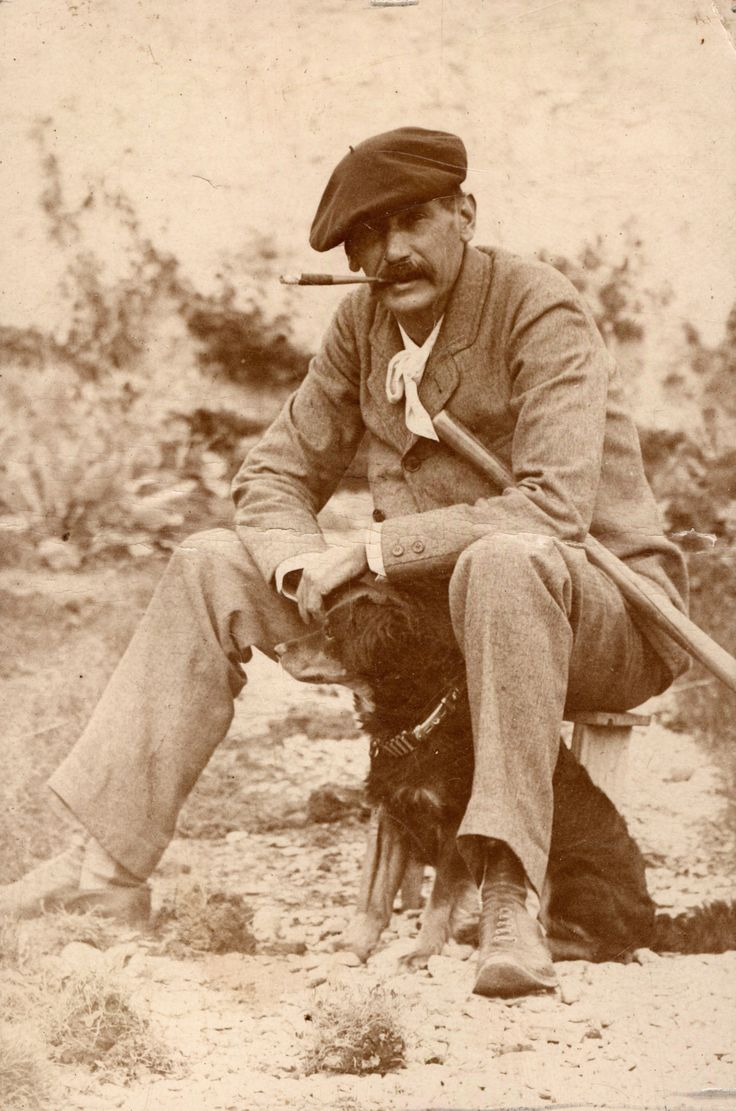
بنيتو بيرث غالدوس.
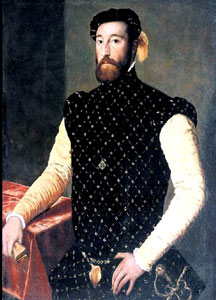
غارسيلاسو دي لا فيغا.
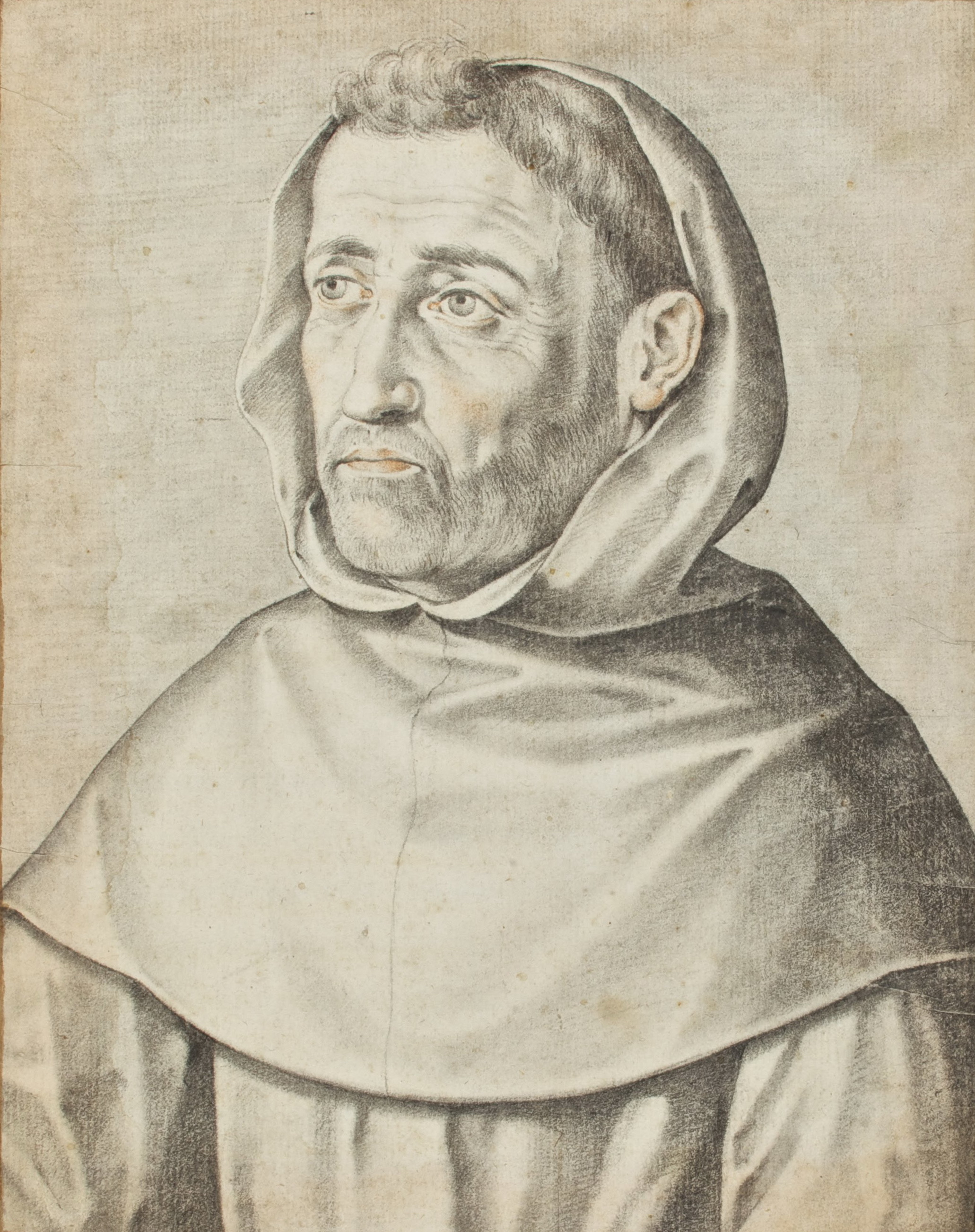
فراي لويس دي ليون.
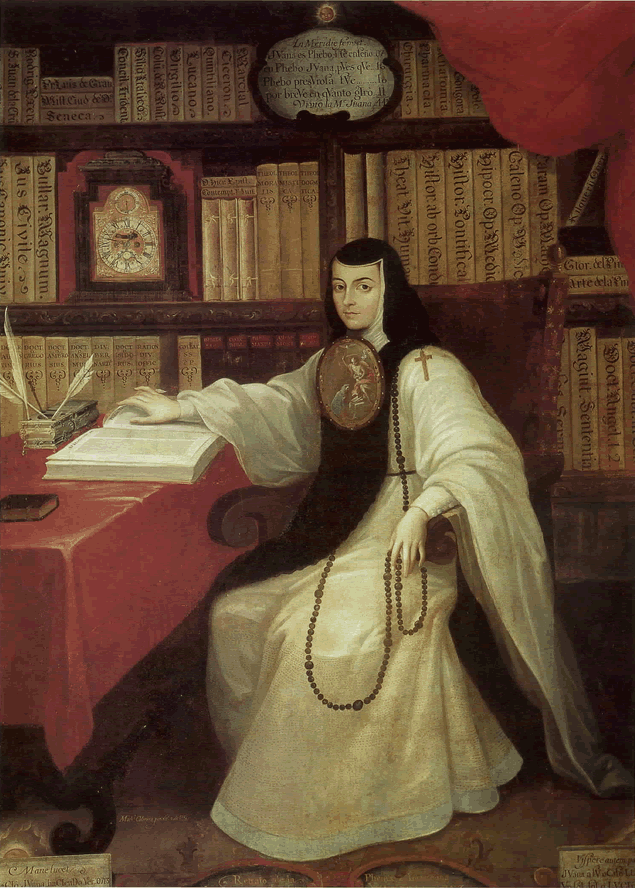
سور خوانا إينيس دي لا كروز.
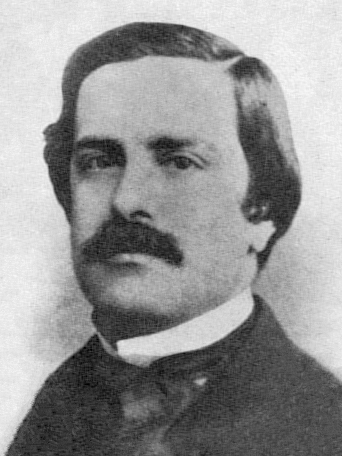
خوان فاليرا.